# Alfa Romeo Brera
Alfa Romeo Brera – samochód sportowy produkowany przez włoską markę Alfa Romeo w latach 2005–2010.

## Historia i opis pojazdu

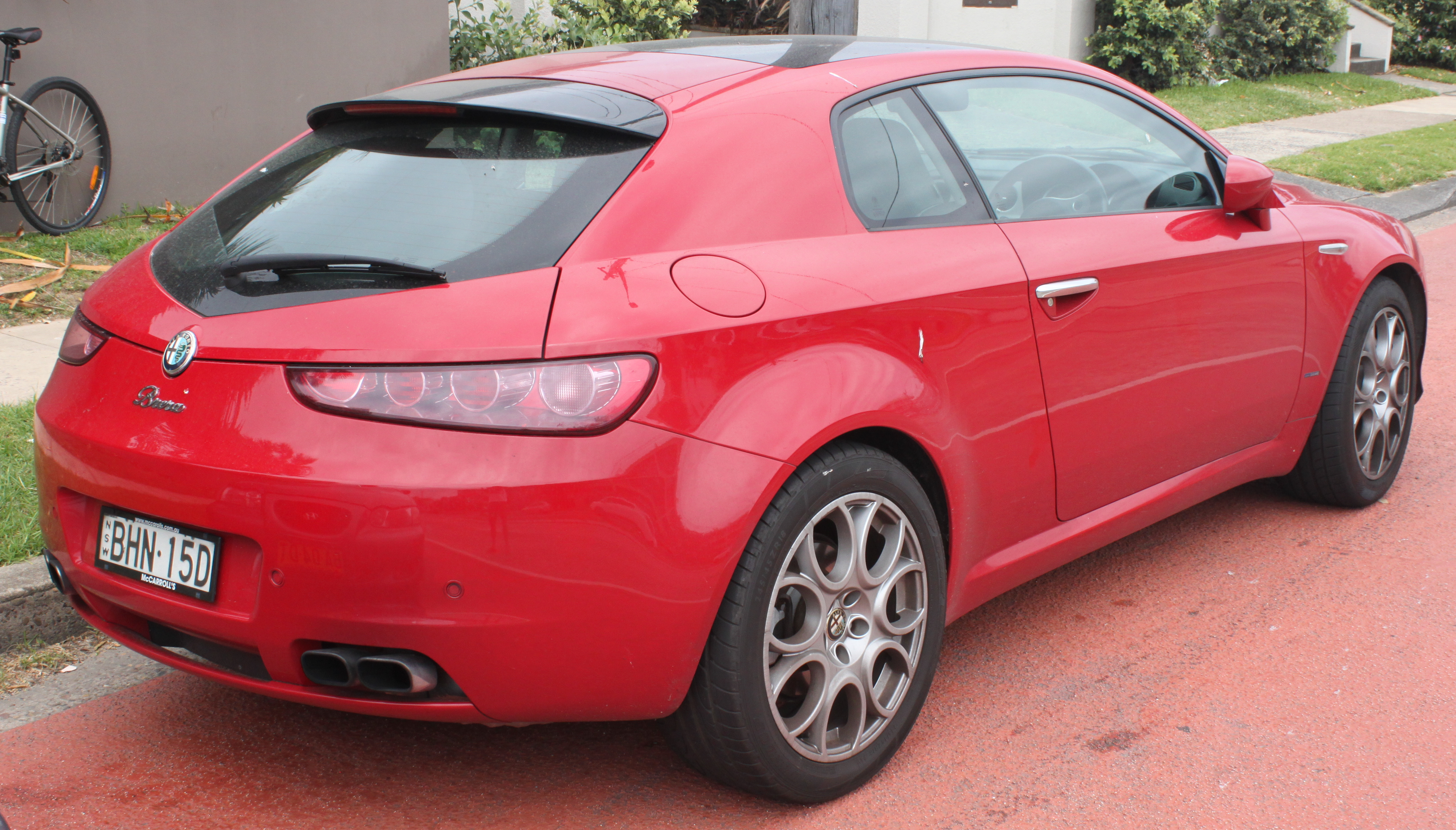
Alfa Romeo Brera - tył

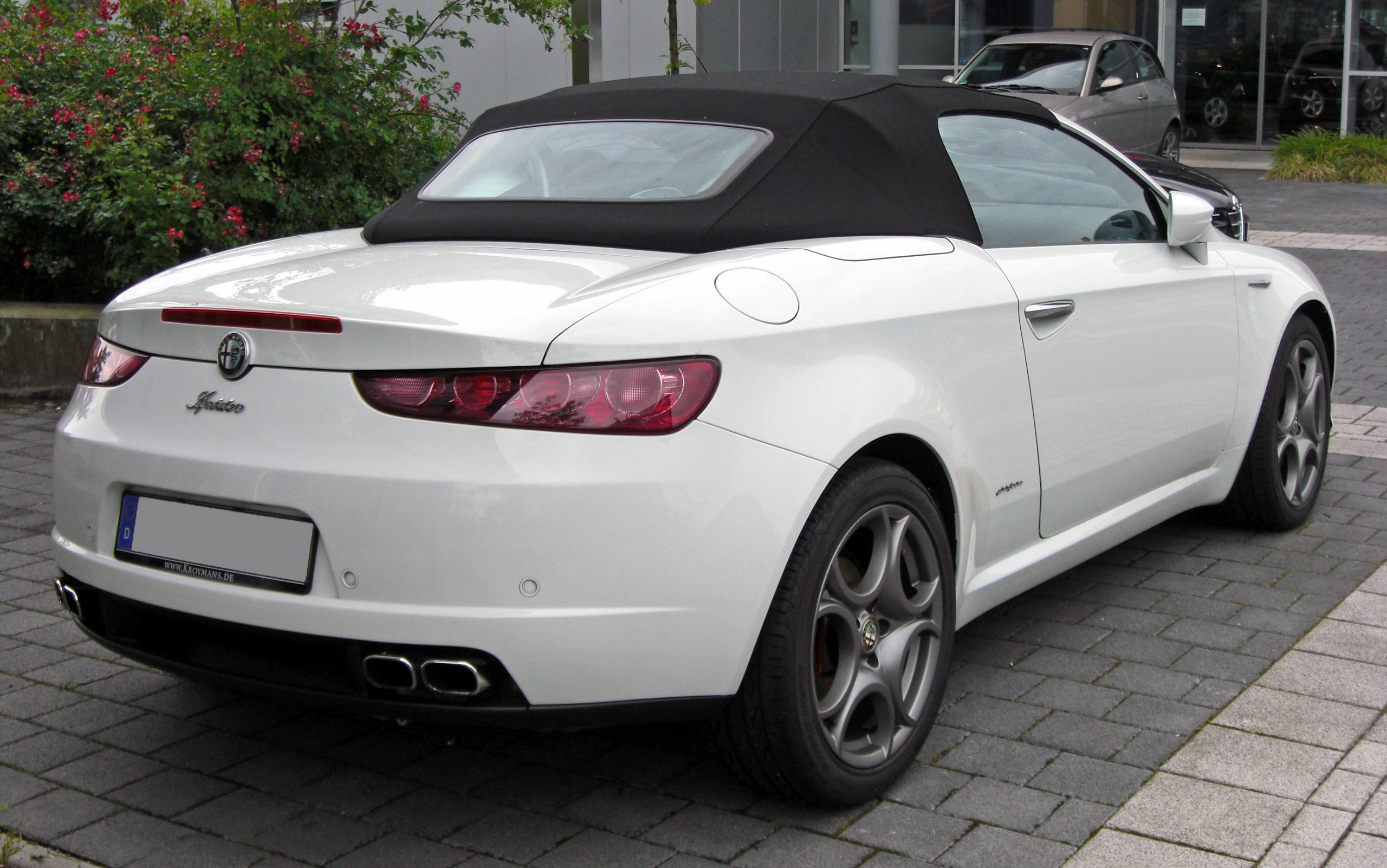
Alfa Romeo Spider

Pojazd po raz pierwszy zaprezentowano jako samochód koncepcyjny w 2002 roku. Wiosną 2005 roku zaprezentowano podczas targów motoryzacyjnych w Genewie wersję seryjną pojazdu, który został zaprojektowany przez Giorgetto Giugiaro z firmy Italdesign. Pojazd produkowany był w fabryce firmy Pininfarina w San Giorgio Canavese koło Turynu na zlecenie firmy Alfa Romeo.
W roku 2009 do oferty trafiły dwie nowe jednostki: turbodoładowana benzyna o pojemności 1.75 dm³ i mocy 200 KM, oraz silnik wysokoprężny, 2.0 JTDm o mocy 170 KM.
Planowano wytwarzanie do 20 tys. sztuk modeli Brera i Spider rocznie (w 2006 roku było to maksymalnie około 11 tys.). Najwyższy poziom produkcji Brery zanotowano w 2006 roku, gdy powstało 8.248 sztuk. W 2010 roku zakończono produkcję modelu. Wyprodukowano 21 786 egzemplarzy.

### Nagrody i trofea
Alfa Romeo Brera zdobyła szereg prestiżowych nagród (głównie za wyjątkową stylistykę): 
- Tytuł "Best of Show" nadawany przez czasopismo Autoweek (jeszcze jako auto studyjne w Genewie) w 2002 roku
- Tytuł "Best of Show" w kategorii "prototypy" na organizowanym we Włoszech konkursie Villa d’Este Concorso D’Eleganze
- Tytuł "Najbardziej Fascynujący Samochód" na Super Car Rally 2002 (rajdzie odbywającym się na trasie Paryż-Monte Carlo)
- Jeden z najbardziej eleganckich samochodów świata w konkursie Bibendum Challenge 2002
- Tytuł najseksowniejszego auta w konkursie polskiej edycji Playboya 2006
- Tytuł "European Car of The Year 2007"w Japonii. Ta prestiżowa nagroda została przyznana przez jury JAHFA
- Najlepszym samochód sportowy/coupe roku 2007, w corocznym konkursie magazynu What Diesel Car?

### Silniki
Paletę silnikową początkowo stanowiły dwie benzynowe jednostki z bezpośrednim wtryskiem paliwa: 2.2 JTS o mocy 185 KM, i 3.2 JTS o mocy 260 KM. Najmocniejsza wersja silnikowa występowała jedynie z napędem na obie osie – jako wersja Q4, oraz pięciocylindrowy, rzędowy silnik Diesla o pojemności skokowej 2.4 dm³ i mocy maksymalnej 200 KM (w późniejszym czasie jego moc zwiększono do 210 KM). W 2009 roku wprowadzono silnik benzynowy 1.75 TBi i diesla 2.0 JTDm.
| Silnik            | Pojemność skokowa [cm³] | Moc maksymalna [KM] przy obr./min | Maks. moment obrotowy [Nm] przy obr./min | Układ i liczba cylindrów | liczba zaworów |
| ----------------- | ----------------------- | --------------------------------- | ---------------------------------------- | ------------------------ | -------------- |
| 1.75 TBi          | 1742                    | 200/5000                          | 320/1400                                 | R4                       | 16             |
| 2.2 JTS           | 2198                    | 185/6500                          | 230/4500                                 | R4                       | 16             |
| 3.2 JTS           | 3195                    | 260/6200                          | 322/4500                                 | V6                       | 24             |
| 2.0 JTDm          | 1956                    | 170/4000                          | 360/1750                                 | R4                       | 16             |
| 2.4 JTDm Q-Tronic | 2387                    | 200/4000                          | 400/2000                                 | R5                       | 20             |
| 2.4 JTDm          | 2387                    | 210/4000                          | 400/1500                                 | R5                       | 20             |

| Silnik            | Przyspieszenie 0-100 km/h [s] | Prędkość maks. [km/h] | Zużycie paliwa tryb miejski / poza miastem / mieszany [l/100km] | Emisja CO2 [g/km] | Masa samochodu [kg] |
| ----------------- | ----------------------------- | --------------------- | --------------------------------------------------------------- | ----------------- | ------------------- |
| 1.75 TBi          | 7.7                           | 235                   | 11.8 / 6.0 / 8.1                                                | 189               | 1430                |
| 2.2 JTS           | 8.6                           | 222                   | 13.0 / 7.3 / 9.4                                                | 221               | 1470                |
| 3.2 JTS Q4        | 6.8                           | 244                   | 16.7 / 8.3 / 11.4                                               | 270               | 1605                |
| 3.2 JTS           | 7.0                           | 250                   | 16.4 / 7.9 / 11.0                                               | 260               | 1540                |
| 3.2 JTS Q-Tronic  | 7.0                           | 240                   | -.- / -.- /12.2                                                 | 289               | -                   |
| 2.0 JTDm          | 8.8                           | 218                   | 7.1 / 4.4 / 5.4                                                 | 142               | 1480                |
| 2.4 JTDm          | 7.9                           | 231                   | 9.2 / 5.4 / 6.8                                                 | 179               | 1675                |
| 2.4 JTDm Q-Tronic | 8.3                           | 228                   | -.- / -.- / 7.8                                                 | 208               | -                   |